# Zobák

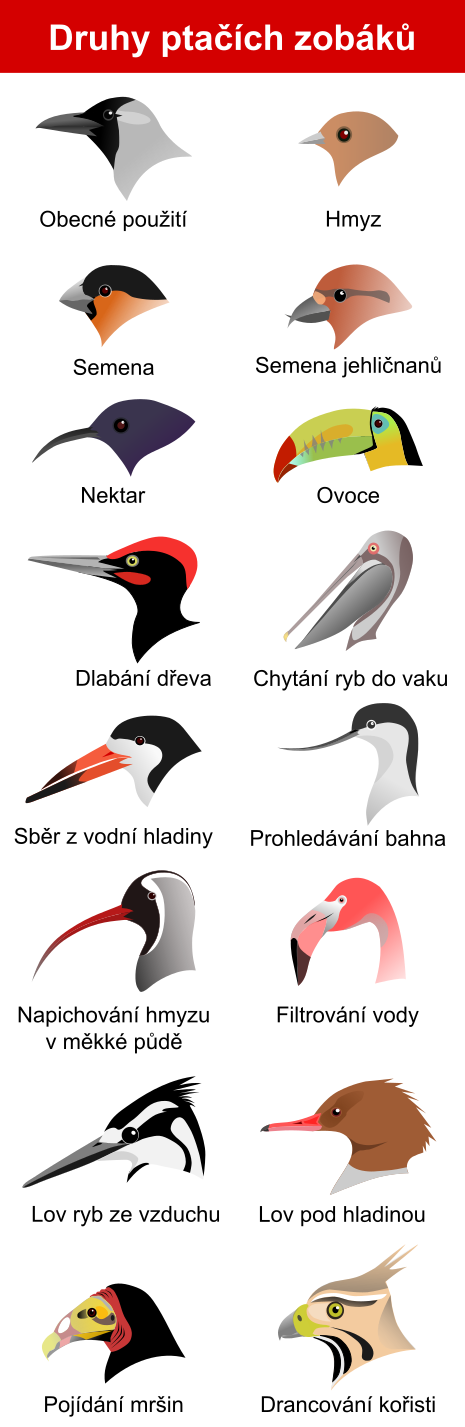
Některé z typů ptačích zobáků

Zobák ptáků (rostrum) je rohovitý epidermální útvar. Rozlišuje se horní a dolní zobák (rostrum maxillare a rostrum mandibulare). Skelet zobáku (horní a dolní čelist) kryje kůže se silně zrohovatělou epidermis, která tvoří rohové pouzdro zobáku (rhamphotheca). U papoušků je horní čelist připojena k lebce pružným kloubem. Současní ptáci nemají v zobáku zuby, ale teropodní dinosauři, ze kterých ptáci vznikli, je ještě měli. To ukazuje množství paleontologických objevů, z nichž nejslavnějším je zřejmě Archaeopteryx lithographica. Keratinové pouzdro horního zobáku se nazývá rhinotheca, dolního zobáku gnatotheca. Na horním zobáku jsou párové nozdry. Na vrcholu zobáku u líhnutých mláďat ptáků (neonátů) je tzv. diamant, který jim slouží k perforování skořápky při klubání z vejce. V místě přechodu kořene horního zobáku v kůži se nachází měkký kožní povlak, ozobí (cera).

## Funkce a význam
Tvar zobáku je určován typem potravy, nahrazuje ptákům zuby i pysky a je pro určité druhy ptáků charakteristický. Je používán k uchopení a zpracování potravy, slouží k čištění peří, zabíjení kořisti, krmení mláďat apod. U papoušků napomáhá také při pohybu. U vrubozobých jsou okraje zobáku opatřeny četnými rohovými lamelami, které slouží jako síto k zachycení pevné potravy a odstranění přebytečné vody. U kachen a papoušků jsou na špičce zobáku dobře vyvinutá nervová zakončení mechanoreceptorů. Všichni ťuhýkovití a sokolovití dravci mají na zobáku zejk, což je ostrý výběžek na bocích horní čelisti zobáku, kterému odpovídá zářez na hranách dolní čelisti. Slouží k usmrcení kořisti.
Ptačí zobák je kontinuálně rostoucí struktura. Rychlost obnovování rohovitého krytu zobáku (ramfotéky) závisí na způsobu používání zobáku. U velkých papoušků se ramfotéka kompletně vymění asi za šest měsíců, u tukanů vyroste za dva roky asi o 0,5 cm. Rychlost růstu keratinového pouzdra dolní čelisti je dvakrát až třikrát rychlejší než u horní čelisti.
Některé specifické funkce ptačích zobáků, jako je vnímání mechanického narušení sedimentu potenciální kořistí, se vyvinul pravděpodobně již v období druhohor u dinosauřích předků ptáků.

## Zkracování zobáků v drůbežích farmách
V podmínkách intenzivního chovu drůbeže (zejména kura domácího) může docházet z různých důvodů (např. deficitní výživa, nedostatky v managementu) ke vzájemnému napadání drůbeže a vzniku poranění různého rozsahu, která mohou vést až ke kanibalismu. Veterinární lékař proto může provádět preventivní zkrácení špičky zobáku elektrickým kauterem bez znecitlivění, při kterém se rohovitý konec zobáku upálí (kauterizace).
Tento proces vyvolává kontroverze (nejen) mezi ochránci zvířat, kteří argumentují, že zákrok je nehumánní, pro drůbež bolestivý a mrzačící (vzhledem k narušení nervů, které do zobáku ústí) a že krokem, který bude útoky mezi drůbeží na farmách skutečně řešit, je poskytnout drůbeži humánnější životní podmínky.

## Jiné významy
- V obecné češtině se výraz „zobák“ užívá někdy při popisu čelisti želv, hlavonožců nebo ptakopyska.
- Zhruble, zpravidla v obecných frazeologizovaných spojeních „ústa“: „Mluví, jak mu zobák narost.“ (Mluví otevřeně, bez zábran, přirozeně.) „Drž už ten zobák!“ („Mlč už!“) „Celý den zobák nezavře.“ (Stále má co povídat, stále hovoří.) „Nesměl ani zobák otevřít.“ (Nesměl promluvit, nesměl se ozvat.)
- Zhruble „nos“: „Vrazil mu jednu do zobáku.“ (Dal mu do nosu.)[4]
- Slangový výraz pro vojáka nejnižší hodnosti („zobák“ = vojín), příp. pro žáka či studenta (nej)nižšího ročníku, pro nejmladšího člena určité společnosti atp.